# Mimus longicaudatus
El sinsonte colilargo, calandria colilarga, chisco, zoña, chaucato o tenca de cola larga (Mimus longicaudatus) es una especie de ave paseriforme de la familia Mimidae que habita en el oeste de Ecuador y Perú. El límite meridional de su distribución es Arica, norte de Chile.

## Taxonomía
Es un passeriforme de la familia Mimidae. 
Se admiten cuatro subespecies
- M. l. platensis: Isla de la Plata (Ecuador).
- M. l. albogriseus: suroeste de Ecuador.
- M. l. longicaudatus: oeste de Perú.
- M. l. maranonicus: Alto Valle del Marañón (norte-central del Perú).

## Distribución y hábitat
Es un ave muy común y fácil de observar en la mayor parte de su área de distribución. Se encuentra en matorrales y bosques secos, así como en zonas agrícolas, en el suroeste de Ecuador y del oeste del Perú, aunque se enrarece al sur de Ica. Remonta el valle del río Marañón hasta los 2600 m de altitud Su presencia en el extremo norte de Chile debe ser solo ocasional.

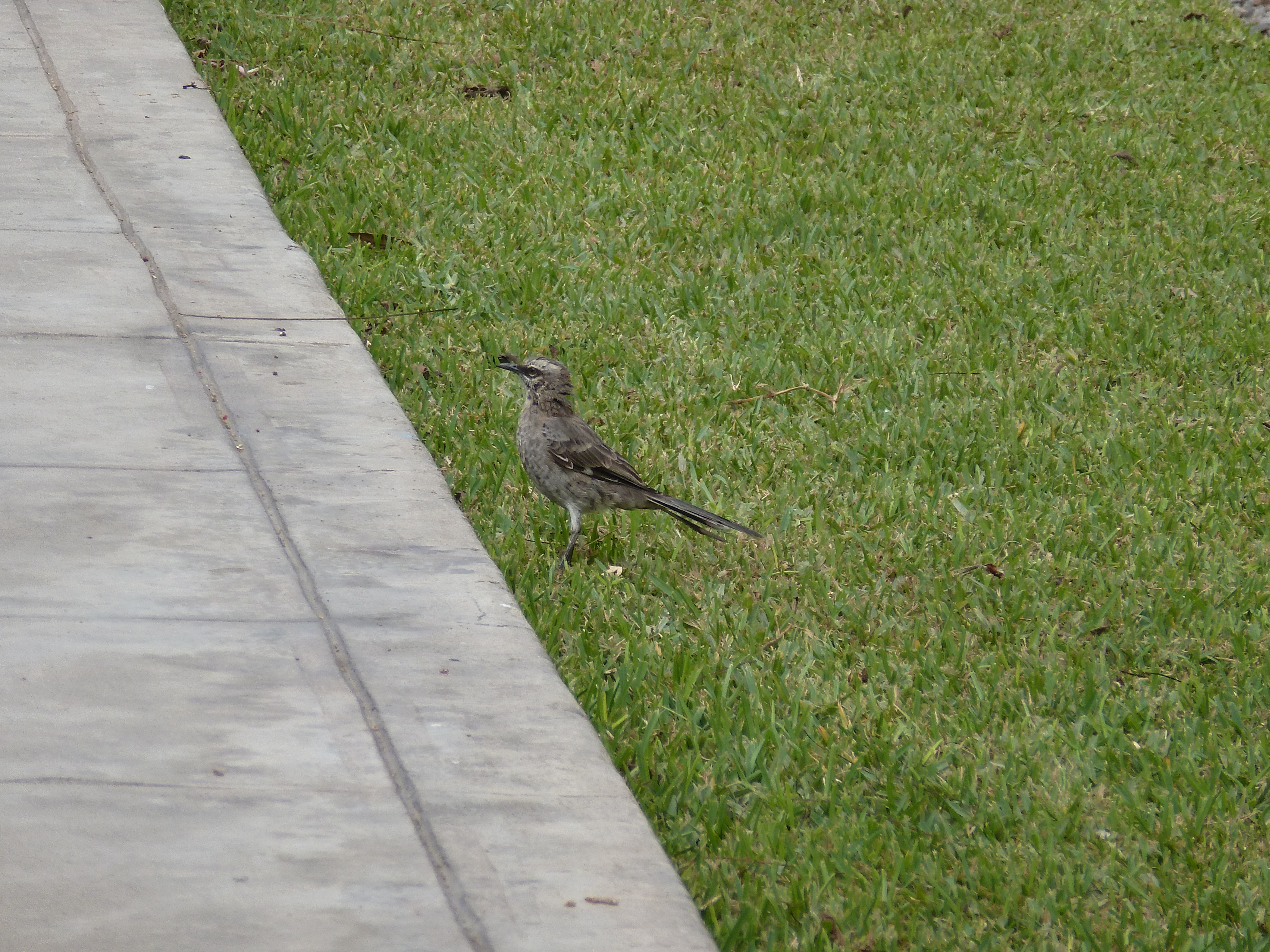
Actitud típica del chisco en un entorno urbano

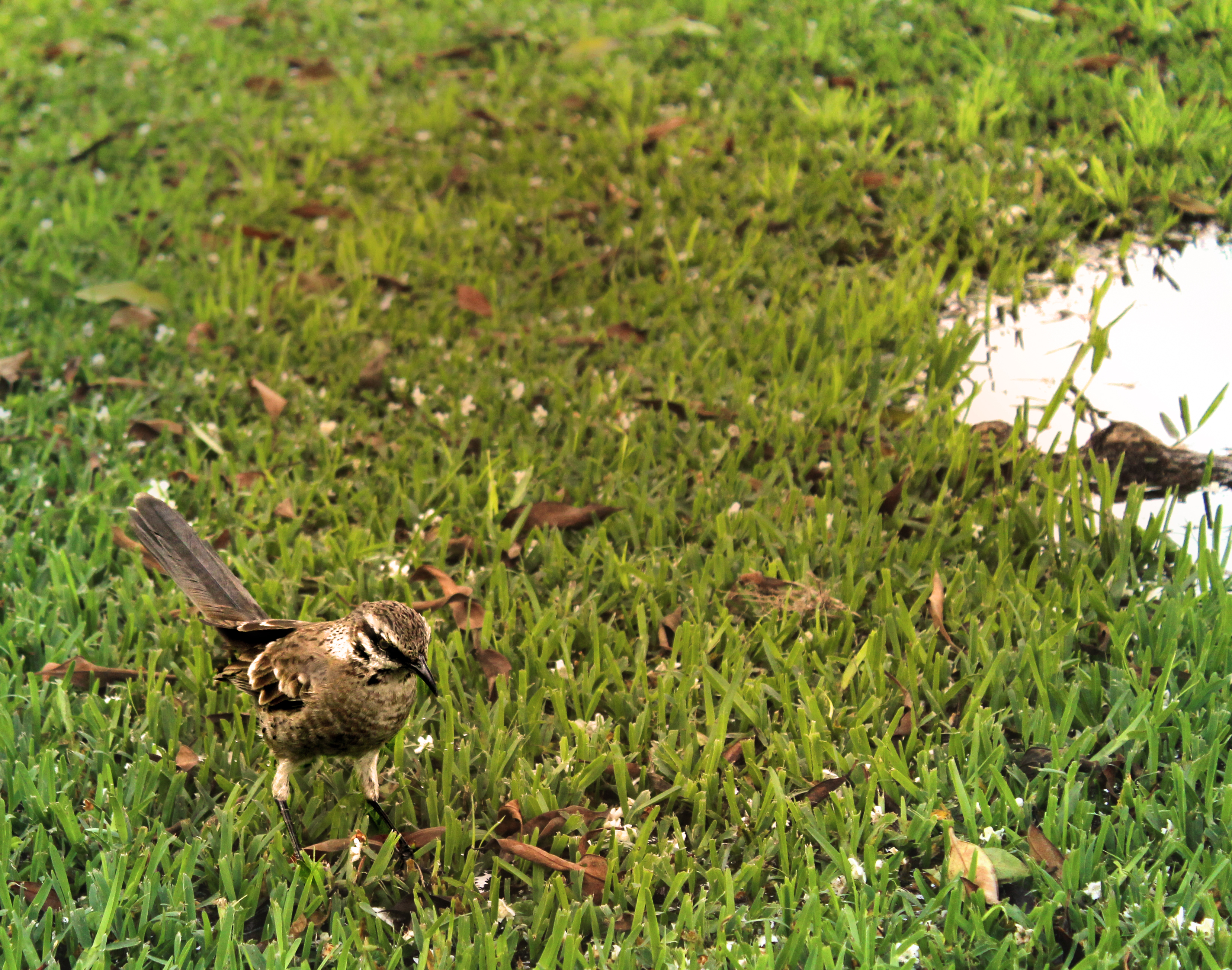
Mimus longicaudatus se alimenta frecuentemente en el suelo

Es posible encontrarlo también en jardines y parques, a veces acompañado del tordo renegrido (Molothrus bonariensis), que parasita sus nidos.

## Descripción
De tamaño mediano, con cuerpo como de tórtola, cola muy larga y patas relativamente largas. Su plumaje combina tonos grises, pardos y blancos. Las partes inferiores son pálidas, combinando los tonos generales del resto del plumaje. El rasgo más distintivo de la cabeza es una marcada banda blanca superciliar. El pico, larguito y afilado, es de color café, como las patas. El iris es marrón. Los ejemplares jóvenes tienen un plumaje de tonos más apagados. Como el resto de especies del mismo género tiene una voz poderosa y variada que puede incluir imitaciones de otras especies. Canta durante casi todo el año.
Suele verse solitario o en pequeños grupos en emplazamientos favorables, con escasos conflictos intraespecíficos. Como sucede con otras muchas especies, en las ciudades es muy dócil, permitiendo grandes aproximaciones a quien lo observa, mientras que el campo es más esquivo. Su rasgo más destacado es la larga cola, con rectrices en abanico (más largas cuanto más internas), con una llamativa banda terminal blanca. La suele mantener erguida cuando está en el suelo, donde a menudo se alimenta, alternando cortas carreras con momentos en que se detiene para observar, si bien pasa la mayor parte de su tiempo en posaderos elevados y bien visibles.
Su dieta es variada con un gran contenido en invertebrados. Causa daños a algunos cultivos como la uva y el ají, ya que consume sus frutos, pero los contrarresta controlando plagas como el gusano de la vid Pholus vitis a lo largo de todo el año.
Se reproduce entre finales de diciembre y julio. Su nido es de tipo copa. Lo construye con ramas espinosas y lo ubica en el interior de arbustos o en cactus, tapizándolo con fibras blandas (pelo, raicillas y otros vegetales). Pone 3-4 huevos de color verdoso con manchas marrón-rojizas.